# 惠迪公祠
惠迪公祠，位于中国广西壮族自治区隆安县南圩镇发立村积发屯，为一个省级文物保护单位，类型为古建筑，为第六批广西壮族自治区文物保护单位，公布时间为2009年5月4日。
惠迪公祠的历史年代为清。